# حسین اسلامبولچی
حسین اسلامبولچی مبتکر، مخترع و نویسنده ایرانی‌تبار اهل ایالات متحده آمریکا است. شهرت او بیش تر به خاطر نقش برجسته‌اش به عنوان مدیر ارشد فناوری و مدیر ارشد فناوری اطلاعات شرکت ای‌تی اند تی (به انگلیسی: AT&T) تا سال ۲۰۰۵ است. او در لیست ۱۰۰ فارغ‌التحصیل برتر تاریخ دانشگاه کالیفرنیا قرار دارد و همچنین در کنار جوائز علمی‌ای که دریافت کرده، دارنده بیش از ۱۱۴۵ ثبت اختراع نیز هست.

## سال‌های همکاری با ای‌تی اند تی
حسین اسلامبولچی در سال ۱۹۸۶ به آزمایشگاه‌های بل پیوست و همان اوایل به سمت مدیر اصلی فناوری در سطح جهان، مدیر اصلی اطلاعات در سطح جهان، ریاست و مدیریت اجرایی AT&T Labs، ریاست و مدیریت اجرایی AT&T Global Network Services انتخاب شد. وی همچنین از اعضای مهم کمیتهٔ راهبری اجرایی ای‌تی اند تی است. در مقام مدیریت اجرایی AT&T او استراتژی چهار مرحله‌ای جامعی را به اجرا درآورد که شامل خدمات مشتری عالی، انتقال شبکه، انتقال خدمات و انتقال فرهنگی می‌شود که همه ظرف سه سال اجرایی شدند.
به‌طور خاص او شروع کننده تغییرات و تغییر مدل شرکت بود که AT&T جدید به وسیله SBC نامیده می‌شود. نیویورک تایمز وی را استراتژی پرداز برنامهٔ بلند پروازانهٔ AT&T برای تبدیل به کمپانی نقل و انتقال داده با فروش مجموعه‌ای از محصولات نرم‌افزاری مانند سیستم‌های امنیت شبکه می‌داند (۲۰۰۵/۲۲/۰۱).
وی معماری که به همهٔ خدمات شبکه اجازه می‌دهد تا براساس IP و همراه با اتصال به هر وسیله‌ای کار کند را پیش‌بینی و از آن حمایت کرد. به مدیران ارشد هم توصیه کرد تا بر همان اساس، فرمولی بیابند و چشم‌انداز استراتژیک خود را بر این اساس پیاده‌سازی کنند. اسلامبولچی در ژانویهٔ ۲۰۰۶ بلافاصله پس از ادغام ای‌تی اند تی و SBC، آنجا را ترک کرد و پساز این اقدام، بلومبرگ بیزنس‌ویک در موردش نوشت که «یک بازیگر حیاتی در در نگهداری وضعیت AT&T به عنوان رهبر فناوری» (۲۰۰۵/۱۲) و اشاره کرد که «جسور اما عملگرا، آینده بین»
اسلامبولچی به عنوان مدیر اصلی رشد فناوری، به مدیران ارشد ای‌تی اند تی در فرمول سازی و اجرای چشم‌انداز فناوری از سال ۲۰۰۱ تا ۲۰۰۵، مشاوره داده‌است.
قبل تر او پیش‌بینی کرد که IP همه‌چیز را خواهد بلعید و از معماری راهگزینی برچسب چندقرارداری بر اساس اترنت به عنوان ساختار پایهٔ لایهٔ ۲ و توانایی اش برای اجرا بر روی IP و کار کردن به همراه یکدیگر و اتصال به هر وسیله در هر مکان با استفاده از خدمات بر اساس موقعیت مکانی، حمایت کرد. علاوه بر آن، ایده‌های چشمگیر وی در ارائه خدمات برپایه روتر، امنیت، هاستینگ، رایانش ابری، مجازی سازی و همکاری، درآمد شرکت را به اندازهٔ ۵ میلیارد افزایش داده‌است. او به شکل خستگی ناپذیری با بخش‌های فروش، بازاریابی و مدیریت محصول برای اجرای ایده‌هایش در زمینه حمایت از مشتری در هر دو باز حرفه‌ای و عادی، کار کرده‌است. نیویورک تایمز، اسلامبولچی را به عنوان استراتژی
پرداز برنامهٔ بلند پروازانهٔ ای‌تی اند تی برای تبدیل به کمپانی نقل و انتقال داده با فروش مجموعه‌ای از محصولات نرم‌افزاری مانند سیستم‌های امنیت شبکه می‌داند (۲۰۰۵/۲۲/۰۱).

## زندگی و کار
اسلامبولچی با بالاترین افتخارات از University of California, San Diego در مقاطع لیسانس، فوق لیسانس، دکتری و پست دکتری در مهندسی برق-مخابرات و فیزیک کاربردی فارغ‌التحصیل شد. وی از سال ۲۰۰۵ مدیر بورد Clearwire است.
او مدیریت اجرایی Lonocloud را عهده‌دار است که یک شرکت فعال در زمینه رایانش ابری است. دکتر اسلامبولی همچنین مشاور اصلی فناوری Rainstor and Subex World نیز هست.
علاوه بر آن، وی عضو بورد متولیان SUSMA که مقر اصلی آن در نیویورک است، مشاور فناوری دانشکده مهندسی دانشگاه کالیفرنیا است و در آنجا مرکز CNS را راه اندازی کرده‌است که شامل رشته‌های مختلفی از جمله زمینه‌های مهندسی نانو و زیستی می‌شود.
کتاب دکتر اسلامبلچی -چشم‌انداز ۲۰۲۰- در سال ۲۰۰۶ منتشر شد، پیش‌بینی می‌کند که فناوری‌های جدید و نوظهور مانند سویس‌های مبتنی بر IP، شناسایی رادیوفرکانسی، محاسبات گسترده، شبکه‌های حسگر، محاسبات گرید با اعمال به مدل جدید CIO drive، منجر به خطوط اصلی شرکت می‌شوند و موفقیت آن را قرن بیست و یکم می‌شوند. در حقیقت، این کتاب چشم‌انداز فناوری در سال ۲۰۲۰ است.

## افتخارات
- انتخاب به عنوان AT&T Fellows، معتبرترین عنوان تکنولوژیک کمپانی ای‌تی اند تی در سال ۱۹۹۹
- عنوان «مخترع سال» توسط مجمع مخترعان نیوجرسی (New Jersey Inventors Hall of Fame) در سال ۲۰۰۱
- دارندهٔ بیش از ۱۰۰۰ ثبت اختراع (صادر شده و در حال بررسی)
- جایزهٔ اختراع توماس ادیسون در سال ۱۹۹۷
- مدال علم و تکنولوژی AT&T و جایزهٔ اختراع علمی AT&T در سال ۱۹۹۷
- عنوان «مخترع سال» توسط مجمع مخترعان نیوجرسی (New Jersey Inventors Hall of Fame) در سال ۲۰۰۲ (تنها توماس ادیسون و آلبرت انیشتین به این افتخار نائل شده‌اند)
- انتخاب در لیست ده مدیر فنی تأثیرگذار سال ۲۰۰۵ (به انتخاب InfoWorld)
- مقام اول عنوان "Mover & Shaker" در زمینه ارتباطات راه دور –توسط Light Reading در ۲۰۰۳- به دلیل پیش‌بینی جهانی IP و MPLS تقریباً یک دهه زودتر از فراگیر شدن این فناوری‌ها
- انتخاب در لیست ده مدیر تجارت اینترنت در سال ۲۰۰۵ (توسط مجله Cisco IQ)
- انتخاب در لیست ۱۰۰ مدیر پیشروی فناوری اطلاعات در سال ۲۰۰۴ (مجله Computer World)
- جایزهٔ دانش و فناوری رئیس‌جمهور اوباما در سال ۲۰۰۹ برای دید و مشارکت وی در زمینه فناوری IP
- انتخاب در لیست ده مبتکر برتر در سال ۲۰۰۳ توسط شورای اجرایی نیویورک
- جایزه ریاست مؤسسه مهندسان برق و الکترونیک در زمینه کیفیت برای ارتقاء قابلیت اطمینان IP شبکه‌ها در سرتاسر دنیا در سال ۲۰۰۸
- مبتکر سال ۲۰۰۳، توسط Cisco System و John Chambers
- انتخاب در لیست ۱۰۰ فارغ‌التحصیل برتر تاریخ دانشگاه کالیفرنیا توسط دانشگاه کالیفرنیا، سن دیگو
- انتخاب در لیست ۱۰۰ رهبر تجارت Telecom در سال‌های ۲۰۱۰ و ۲۰۱۱